# نيكولاي جيرجيسكو
نيكولاي جيرجيسكو (بالرومانية: Nicolae Georgescu)‏ هو لاعب كرة قدم روماني في مركز الوسط، ولد في 1936 في Câmpina ‏ في رومانيا، وتوفي في 22 أغسطس 1983. شارك مع منتخب رومانيا لكرة القدم. أما مع النوادي، فقد لعب مع رابيد بوخارست.

## هوامش
1. ↑  Including 5 appearances and two goals for Romania's Olympic team.[1][2]

## وصلات خارجية
- نيكولاي جيرجيسكو على موقع قاعدة بيانات كرة القدم.إي يو (الإنجليزية)
- نيكولاي جيرجيسكو على موقع ناشيونال فوتبول تيمز (الإنجليزية)
- نيكولاي جيرجيسكو على موقع عالم كرة القدم.نت (الإنجليزية)
- نيكولاي جيرجيسكو على موقع أوليمبيديا (الإنجليزية)